# Eucalyptus kochii
Eucalyptus kochii es una especie de eucalipto perteneciente a la familia de las mirtáceas. Es un árbol nativo de Australia Occidental.
Existen dos subespecies: 
- Eucalyptus kochii subsp. kochii Maiden & Blakely
- Eucalyptus kochii subsp. plenissima (C.A.Gardner) Brooker

## Propiedades
Se cultiva en plantaciones para la producción de aceite de eucalipto. El aceite destilado tiene un alto contenido en cineol (83-94%).

## Taxonomía
Eucalyptus kochii fue descrita por Maiden & Blakely y publicado en A Critical Revision of the Genus Eucalyptus 8: 41. 1929.
Etimología
Eucalyptus: nombre genérico que proviene del griego antiguo: eû = "bien, justamente" y kalyptós = "cubierto, que recubre". En Eucalyptus L'Hér., los pétalos, soldados entre sí y a veces también con los sépalos, forman parte del opérculo, perfectamente ajustado al hipanto, que se desprende a la hora de la floración.
kochii: epíteto
 Sinonimia
- Eucalyptus oleosa var. kochii (Maiden & Blakely) C.A.Gardner	[4]